# Distrikt San Bartolo
Der Distrikt San Bartolo ist einer der 43 Stadtbezirke der Region Lima Metropolitana in Peru. Er umfasst eine Fläche von 45,01 km². Beim Zensus 2017 wurden 7482 Einwohner gezählt. Im Jahr 1993 lag die Einwohnerzahl bei 3303, im Jahr 2007 bei 6412. Der Verwaltungssitz (spanisch: Municipalidad Distrital) befindet sich in der Siedlung San Bartolo an der Pazifikküste.

## Geographische Lage
Der Distrikt San Bartolo liegt im Süden der Provinz Lima, 47 km südöstlich vom Stadtzentrum von Lima. Der Distrikt besitzt einen etwa 2 km langen Abschnitt an der Pazifikküste und reicht knapp 13 km ins Landesinnere, wo sich die Ausläufer der peruanischen Westkordillere erheben. Der Distrikt grenzt im Norden an den Distrikt Punta Negra, im Osten an den Distrikt Santo Domingo de los Olleros (Provinz Huarochirí), im Südosten an den Distrikt Chilca (Provinz Cañete) sowie im Südwesten an den Distrikt Santa María del Mar.